# Alota
Alota is een geslacht van rechtvleugeligen uit de familie veldsprinkhanen (Acrididae). De wetenschappelijke naam van dit geslacht is voor het eerst geldig gepubliceerd in 1913 door Bruner.

## Soorten
Het geslacht Alota  is monotypisch en omvat slechts de volgende soort:
- Alota boliviana (Bruner, 1913)